# Hermotim de Pèdasa
Hermotim de Pèdasa (grec antic: Ἑρμότιμος, llatí: Hermotimus) fou un funcionari persa natural de Cària.
Quan era un jove va caure en mans de Panoni de Quios, que el va convertir en eunuc i el va vendre als perses a Sardes. Enviat a Susa, va ser presentat al rei persa i es va guanyar el favor de Xerxes I de Pèrsia. Va acompanyar el rei a Grècia i, quan era a Sardes preparant la invasió, Hermotim va anar a Atarneu de Mísia, on casualment va trobar Panoni i els seus fills; els va fer agafar i es va venjar cruelment per les lesions que Panoni li havia fet, segons diu Heròdot.